# 阿方索·斯卡尔佐内
阿方索·斯卡尔佐内（義大利語：Alfonso Scalzone，1996年6月11日—），意大利男子赛艇运动员。他曾代表意大利参加世界赛艇锦标赛，获得一枚金牌和二枚银牌，均来自轻量级项目。